# Джим Джіллетт
Джеймс «Джим» Джіллетт (англ. Jim Gillette; рід. 10 листопада 1967) — американський співак, музикант, найбільш відомий як фронтмен глем-метал-гурту Nitro. Колишній вокаліст гурту Tuff (1986—1987).
У 2009 році Джим з'явився як бек-вокаліст і продюсер нового альбому Літи Форд — Wicked Wonderland.
Джим Джіллетт — унікальний американський вокаліст з голосом, який змушує деренчати скло, а стакани лопатися. Чоловік Літи Форд(в даний час пара знаходиться в стані розлучення). Відомий також своєю неординарною зовнішністю, яка з часом із зміною іміджу змінилася до невпізнання. Встиг пограти в різних колективах. Але найбільше відомий як вокаліст групи Nitro. А саме з його сольного проекту почалася історія цього славетного гурту, що являє собою сплав шреда, глему, хеві, швидкості і пронизливого вокалу Джима. У записі сольного альбому Джима To Be Lound взяли участь досить цікаві особистості. І якщо імена барабанщика Вінні Саінт Джеймса і клавішника Кевіна Жачетта навряд чи вам скажуть багато, то ось басист гурту, глемер до глибини душі Ти Джей Рейсер(T. J. Racer) і, звичайно, конструктор воістину унікальною четирихгрифной гітари, володіє дивовижною технікою гри одночасно на двох грифах гітари, один з найшвидших гітаристів у світі Міхаель Анжело Батіо повинен бути дуже-дуже відомий. Ось такий склад музикантів і записав дебютний альбом . Незабаром Рейсер, Джіллетт і Батіо, запросивши захисника прав тварин, барабанщика Боббі Року(Bobby Rock), створили гурт Nitro.

## Вибрана дискографія

### з групою Slut
- 1986: демо (ЕР)

1. «Car Sex» — 1:57
2. «Back to the City» — 2:17
3. «Dolls of Lust» — 2:22
4. «Don't Touch My Hat» — 4:13
5. «Dr. Monster» — 2:23
6. «He's a Whore» — 2:40
7. «Lipstick Lover» — 2:29
8. «Perversion for a Price» — 2:14

### з Tuff
- 1986: Knock Yourself Out (EP)

1. «Candy Coated» — 2:45
2. «Dressed for Dancing» — 2:41
3. «Forever Yours» — 2:28
4. «Glamour Girls» — 3:38

- 1986: J lamour Demo (EP)

1. «Bang Bang» — 2:52
2. «Candy Coated» — 2:45
3. «Dressed for Dancing» — 2:41
4. «Forever Yours» — 2:28
5. «Glamour Girls» — 3:38
6. «Ooh Aah» — 2:51

### Сольна кар'єра
- 1987: Proud to Be Loud

1. «When the Clock Strikes 12» — 4:31
2. «Head On» — 4:10
3. «Angel in White» — 4:29
4. «Flash of Lightning» — 5:00
5. «Proud to Be Loud» — 4:40
6. «Never Say Never» — 3:13
7. «Nitro (Guitar Solo)» — 1:31
8. «Red Hot Rocket Ride» — 3:55
9. «Make Me Crazy» — 2:41
10. «Show Down»4:02
11. «Mirror Mirror» — 5:33

### бонусні треки
1. «Bitch on My Back» — 2:54
2. «Organ Donor» — 3:35
3. «Out of Time» — 3:30
4. «Six Feet Deep» — 2:51
5. «Dr. Monster» — 2:22

### у групі Nitro
- 1988: 1988 Demo Tape

1. «Freight Train» — 4:45
2. «Prisoner of Paradise» — 4:21
3. «Heaven's Just a Heartbeat Away» — 3:59
4. «Nasty Reputation» — 4:36

- 1989: Long Way from Home Single Promo

1. «Long Way from Home LP» — 5:20
2. «Long Way from Home Single» — 3:52

- 1989: Freight Train Single Promo

1. «Freight Train Single» — 3:55

1. «Freight Train» — 3:56
2. «Double Trouble» — 3:59
3. «Machine Gunn Eddie» — 6:44
4. «Long Way from Home» — 5:27
5. «Bring It Down» — 3:10
6. «Nasty Reputation» — 4:44
7. «Fighting Mad» — 3:45
8. «Shot Heard 'Round the World» — 4:07
9. «O. F. R.» — 5:06

- 1991: Nitro II: H. W. D. W. S.

1. «I Want U» — 4:11
2. «Cat Scratch Fever» (Ted Nugent) — 3:36
3. «Crazy Love» — 3:42
4. «Hot, Wet, Drippin' with Sweat» — 3:28
5. «Boyz Will B Boyz» — 3:28
6. «Turnin' Me On» — 3:47
7. «Don't Go» — 4:05
8. «Makin' Love» — 4:33
9. «Take Me» — 4:00
10. «Johnny Died on Christmas» — 3:47
11. «Hey Mike» — 0:53

- 1999: Gunnin' for Glory
- 2001: Soundtrack Carnivore

1. «Freight Train Demo» — 4:27

- 2003: Hollywood Hairspray Volume 2

1. B. O. M. B. Also Called (Do You Wanna)" — 3:20

### Organ Donor
- 2001: The Ultra Violent

1. «Organ Donor» — 3:36
2. «Ultra Violent» — 5:55
3. «Bone Saw» — 3:36
4. «Six Feet Deep» — 2:57
5. «Breathless» — 4:02
6. «Hypnotized» — 4:30
7. «Guilty» — 4:24
8. «Bed Of Nails» — 4:08
9. «Last Rites» — 3:04
10. «My Fist» — 4:12

### Випущені Кліпи
1. «Freight Train (1989)» — 3:55
2. «Long Way From Home (1989)» — 5:20
3. «Cat Scratch Fever (1992)» — 3:36

### Невидані Кліпи
1. «Boyz Will Be Boyz (Supposed To Be Released 1993)» — 3:30